# Megachile campanulae
Megachile campanulae, comúnmente llamada bellflower resin bee en inglés, es una especie de abejas de la familia Megachilidae (llamadas abejas cortadoras de hojas y abejas de la resina), nativa de los Estados Unidos.
Usan resinas de plantas para construir tabiques en sus nidos. Éste fue uno de los primeros casos documentados en la literatura científica de insectos que hacen uso de materiales sintéticos en la construcción de sus nidos en 2013.
Se encuentra en el este y centro de Estados Unidos y Canadá. Los adultos son activos de abril a septiembre.

## Polinización

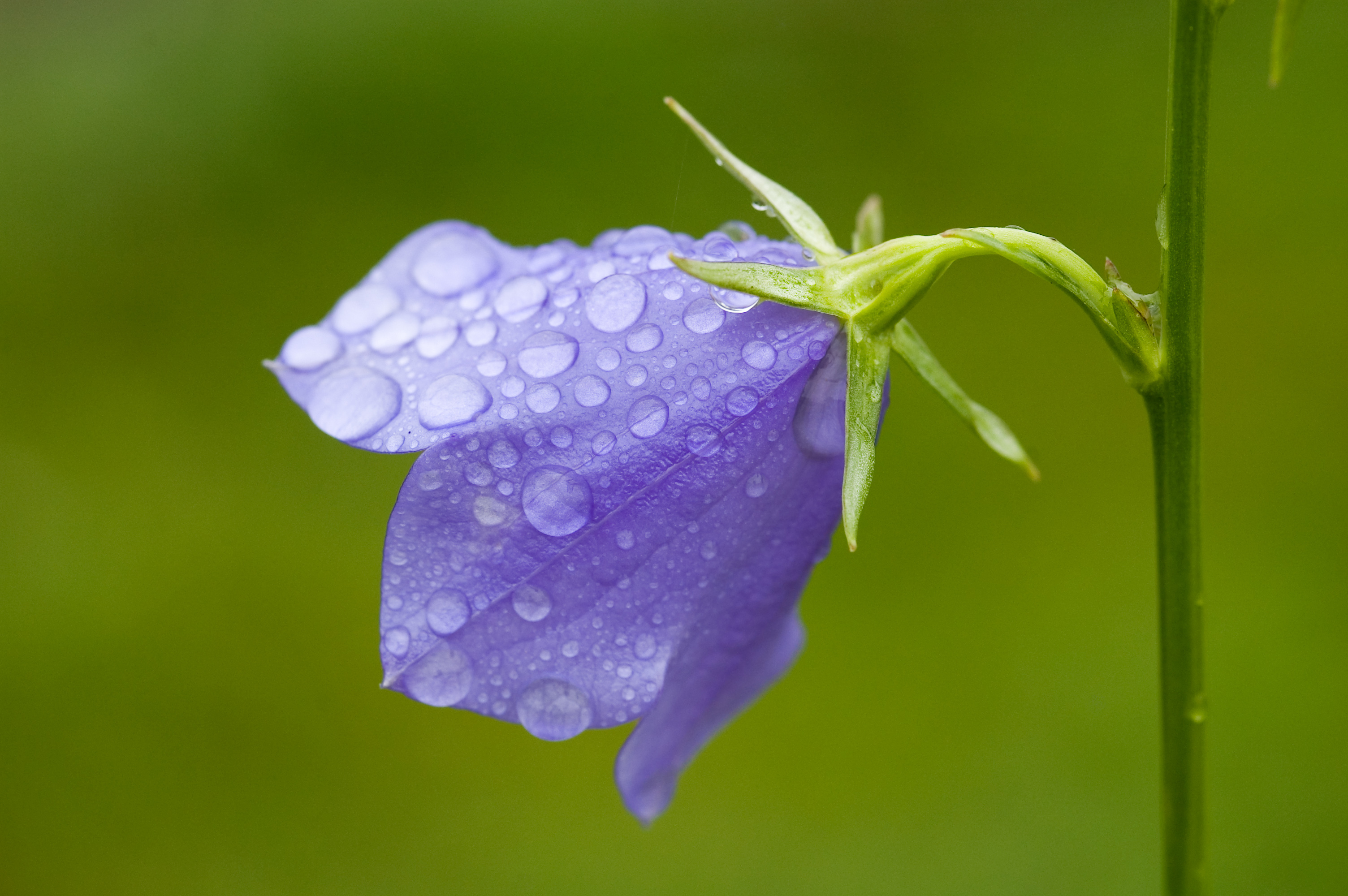
Flor de campanilla)

Polinizan las siguientes flores: 
- Asclepias
- Baptisia
- Campanula
- Galactia
- Malva – malva
- Melilotus – trébol de olor
- Oenothera – onagra
- Lobelia – lobelias
- Lythrum
- Nepeta
- Psoralea
- Pycnanthemum
- Rudbeckia
- Strophostyles
- Symphoricarpos
- Verbena – verbena